# Ріддік Боуї
Ріддік Боуї (англ. Riddick Lamont Bowe; 10 серпня 1967, Бруклін, Нью-Йорк, США) — американський боксер-професіонал, який виступав у важкій ваговій категорії. Срібний призер XXIV Олімпійських ігор у ваговій категорії понад 91 кг (1988). Абсолютний чемпіон світу у важкій вазі (1992). Чемпіон світу у важкій вазі за версіями WBC (1992), WBA (1992—1993), IBF (1992—1993), а також WBO (1995). Визнаний «Боксером року» за версією журналу «Ринг» (1992).
Найкраща позиція в рейтингу Pound for Pound — 6 (1992).

## Ранні роки
Боуї народився і виріс у похмурому районі Браунсвілла «Gunsmoke City». Він був дванадцятим з тринадцяти дітей у сім'ї своєї матері-одиначки Дороті, яка працювала на фабриці. Його батько був алкоголіком, який покинув сім'ю та жив на допомогу. Брат Боуї Генрі помер від СНІДу, а його сестра Бренда була зарізана наркоманом під час спроби пограбування.

## Аматорська кар'єра
Його аматорським тренером був Лу Дува.
1983 року брав участь у чемпіонаті США серед юніорів, де програв технічним нокаутом у 2 раунді Адольфу Вашингтону.
1985 року став чемпіоном світу серед юніорів у напівважкій вазі.
1985 року в Бухаресті виграв першість світу серед юніорів у напівважкій вазі, перемігши у фіналі угорця Петра Харта.
1986 року в Нью-Йорку виграв турнір «Золоті рукавички» у напівважкій вазі.
1987 року в Нью-Йорку виграв турнір «Золоті рукавички» у важкій вазі.
На Олімпійських іграх 1988 завоював срібну медаль.
- В 1/8 фіналу переміг Біко Ботовамунгу (Австрія) — KO-2
- В чвертьфіналі переміг Петера Грівнака (Чехословаччина) — RSC-1
- В півфіналі переміг Олександра Мірошниченко (СРСР) — 5-0
- В фіналі програв Ленноксу Льюїсу (Канада) — RSC-2

У фіналі в другому раунді Льюїс завдав кілька сильних ударів. Рефері з НДР відрахував Боуї два стоячих нокдауна та зупинив бій після другого, хоча Боуї, здавалося, міг продовжувати.

## Початок професійної кар'єри
Після Олімпіади пропозицій від промоутерів професійного боксу не надходило і Боуї вирішив піти на службу в армію США, щоб прогодувати свою родину. Однак поїздку перервав менеджер округу Колумбія, колишній радіокоментатор Рок Ньюман. Він перевіз Боуї до Вашингтона і найняв для роботи з ним тренера Эдді Фатча.
Свій дебютний бій Боуї провів у березні 1989 року, нокаутувавши у 2-му раунді Лайнела Батлера. Усього за 1989 рік Боуї провів 13 боїв, у всіх здобувши перемогу.
У вересні 1990 року Ріддік Боуї переміг колишнього чемпіона світу Пінклона Томаса.

### 1990-08-07Ріддік Боуї—Пінклон Томас
- Місце проведення:  Центр фізичної діяльності, Вашингтон, Округ Колумбія, США
- Результат: Перемога Боу технічним нокаутом у 8-му раунді у 12-раундовому бою
- Статус: Рейтинговий бій
- Рефері: Сильвестр Стівенс
- Рахунок суддів:
- Час: 2:00
- Вага: Боуї 102,30 кг; Томас 99,80 кг
- Трансляція: HBO

У вересні 1990 року Ріддік Боуї зустрівся з колишнім чемпіоном світу Пінклоном Томасом. Постарілий Томас вибрав невірну тактику на бій — він уплутався у відкритий бій із потужнішим противником. Після двох близьких стартових раундів Боуї вразив Томаса серією аперкотів і гаків з обох рук. У 4-му раунді Томас діяв із дистанції, але було видно, що він сильно втомився після минулого раунду, проте йому вдалося пробити серію ударів по Боуї, але вони не мали жодної сили. Наприкінці раунду у Томаса розв'язалася рукавичка, на зав'язування якої пішло чимало часу. У 5-му раунді Томас відновився та намагався діяти активніше. Цей раунд був примітним тим, що тепер Боуї працював другим номером. У 7-му раунді витривалість Томаса остаточно впала, і Боуї все частіше став пробивати серії ударів. Томас хитався, але не падав. У 8-му раунді Томас майже не захищався і важко тримався на ногах, останні 30 секунд він провів у стані «гроггі», але Боуї так і не зміг його нокаутувати. У перерві кут Томаса ухвалив рішення про зупинення бою.
Місяць потому Боуї нокаутував у 2-му раунді Берта Купера. Всього за 1990 Ріддік Боуї провів 8 переможних боїв.
У березні 1991 року, через 2 роки з моменту початку своєї професійної кар'єри та маючи в активі 21 виграний бій, Ріддік Боуї зустрівся з Тайреллом Біггсом, Олімпійським чемпіоном 1984 року.

### 1991-03-02Ріддік Боуї—Тайрелл Біггс
- Місце проведення: Харрахс Марина Хоутел Касіно, Атлантік Сіті, Нью-Джерсі, США
- Результат: Перемога Боу технічним нокаутом у 8-му раунді у 10-раундовому бою
- Статус: Рейтинговий бій
- Рефері: Френк Каппучіно
- Рахунок суддів: Лінн Картер (67—66), Ел ДеВіто (67—66), Філ Ньюман (69—65) — все на користь Боу
- Рахунок неофіційного судді: (67—66 Біггс)
- Час: 2:17
- Вага: Боуї 102,30 кг; Біггс 102,10 кг
- Трансляція: ABC

У 1-му раунді Боуї відразу накинувся на Біггса, але Біггс витримав і зустрів його кількома джебами. Наприкінці Біггс пробив кілька жорстких ударів у голову. Після обміну ударами у 2-му раунді Боуї вже не діяв так агресивно, як на початку, і Біггсу вдавалося переробляти його на контратаках. У третьому раунді Боуї обрушив на Біггса град атак, проте Тайрелл не був вражений і наприкінці раунду пробив лівий бічний Боуї в голову. Боуї відлетів до канатів, які врятували його від нокдауну. Біггс спробував добити Боуї, але раунд закінчився. У 4-му раунді Боуї вдалося замкнути Біггса біля канатів і завдати багато ударів по корпусу. 5-й раунд виграв Біггс, в основному за рахунок джебів та аперкотів з дальньої дистанції. 6-й раунд проходив із перевагою Боуї, але в середині раунду Біггсу вдалося потрясти Боуї двійкою, а потім серією в голову. 7-й раунд переконливо виграв Біггс, переважно за рахунок ударів з дальньої дистанції. У середині 8-го раунду Боуї провів правий свінг у голову супротивника. Біггс упав на канвас. Він важко піднявся на рахунок 9. Боуї відразу ж кинувся добивати його і викинув п'ять лівих хуків у голову, після чого Біггс звалився на підлогу. Побачивши це побиття, коментатори ABC порадили зупинити бій прямо зараз. Рефері припинив бій, не відкриваючи рахунок. Біггс лежав на підлозі понад хвилину.

### 1991-04-20Ріддік Боуї—Тоні Таббс
- Місце проведення:Сезарс Хоутел енд Касіно, Атлантік Сіті, Нью-Джерсі, США
- Результат: Перемога Боу одноголосним рішенням суддів у 10-раундовому бою
- Статус: Рейтинговий бій
- Рефері: Джо Кортез
- Рахунок суддів: Френк Кайро (96—94), Річард Стренж (96—94), Жан Вільямс (97—94) — все на користь Боу
- Рахунок неофіційного судді: (97-93 Таббс)
- Вага: Боуї 102,60 кг; Таббс 106,30 кг

У квітні 1991 року Боу зустрівся з Тоні Таббсом. Бій пройшов усю дистанцію. Репутація Боуї постраждала, оскільки Таббс, який мав проблеми з наркотиками і зайвою вагою, зміг перебоксувати Боуї. Поступаючись Ріддіку в розмаху рук і ударній потужності, Таббс зумів перестукати його на всіх дистанціях і за неофіційною статистикою виграв 7 раундів із 10. Боуї нічого не міг зробити зі своїм технічним суперником; навіть по притисненому до канатів супернику він не міг до ладу потрапити. Поєдинок нагадував зустріч Мухаммед Алі — Джордж Форман, в якій величезний і фізично дуже сильний молодий боєць намагався затоптати ветерана. Після закінчення поєдинку перемогу присудили Боуї одностайним рішенням суддів. Коментатори розкритикували це рішення, а глядачі його освистали.

### 1991-08-09Ріддік Боуї—Брюс Селдон
- Місце проведення: Атлантік-Сіті, Нью-Джерсі, США
- Результат: Перемога Боу нокаутом у 1 раунді у 12-раундовому бою
- Статус: Рейтинговий бій
- Рефері: Джо О'Ніл
- Час: 1:48
- Вага: Боуї 102,60 кг; Селдон 99,7 кг
- Трансляція: ABC

У серпні 1991 року Боуї зустрівся з Брюсом Селдоном. Селдон почав бій активно і вже на перших секундах провів кілька точних влучень у печінку та голову. Селдон намагався бити з обох рук, а пробиваючи джеб, занадто при цьому заглиблювався, ніби прагнучи вкласти лівий прямий по саму лікоть. Весь раунд Селдон продовжував тіснити, притискаючи Боуї до канатів, забувши, що він чудовий джебіст, і працював переважно, як слаггер, розраховуючи швидко реалізувати свою перевагу у швидкості. Наприкінці другої хвилини 1-го раунду Боуї зустрічним правим кросом точно в голову потряс суперника, після чого додав лівий напівбоковий, яким відправив Селдона на канвас. Брюс, відлежавшись, схопився, підстрибнув і кинувся на Боуї, але пропустив ще два удари і впав. Рефері зафіксував нокаут.

## Титул чемпіона світу
1992 року WBC організувала турнір 4-х найсильніших важкоатлетів того часу. Учасники були розбиті на пари: Холіфілд — Боуї і Льюїс — Раддок. Переможці обох боїв мали зустрітися між собою, щоб визначити кращого боксера.
У жовтні 1992 року Леннокс Льюїс легко переміг Донована Раддока технічним нокаутом у 2-му раунді.

### 1992-11-13Ріддік Боуї—Евандер Холіфілд
- Місце проведення: Томас енд Мек Сентр, Лас-Вегас, Невада, США
- Результат: Перемога Боу одноголосним рішенням у 12-раундовому бою
- Статус: Чемпіонський бій за титул WBC у важкій вазі (3-й захист Холіфілда); чемпіонський бій за титул WBA у важкій вазі (4-й захист Холіфілда); чемпіонський бій за титул IBF у важкій вазі (4-й захист Холіфілда)
- Рефері: Джо Кортез
- Рахунок суддів: Чак Джіампа (115—112), Джеррі Рот (117—110), Делбі Ширлі (117—110) — все на користь Боуї
- Вага: Боуї 106,60 кг; Холіфілд 93,00 кг
- Трансляція: HBO TVKO
- Рахунок неофіційного судді: Гарольд Ледерман (107—101 Боуї) — оцінки після 11-го раунду

У листопаді 1992 року відбувся видовищний поєдинок двох непереможених зірок світового боксу, що знаходилися на піку своїх можливостей — Ріддіка Боуї та Евандера Холіфілда. Холіфілд вибрав невірну тактику на бій — він уплутався у відкритий бій із потужнішим противником. У 11-му раунді Холіфілд побував у нокдауні. Після 12 раундів судді одноголосно присудили Боуї перемогу. Поєдинок був названий боєм року за версією журналу «Ринг».
Переможець цього бою повинен був вийти на ринг проти претендента № 1 за трьома основними версіями — Леннокса Льюїса. Однак, пам'ятаючи свою поразку у фіналі Сеульської олімпіади, Ріддік Боуї відмовився від цього бою. Керівництво WBC пригрозило позбавити його свого титулу. Дізнавшись про це, Ріддік Боуї зібрав прес-конференцію і на очах у журналістів викинув пояс WBC у відро для сміття. Керівництво WBC у боргу не залишилося: Ріддіка Боуї відразу ж було назавжди викинуто з рейтингу цієї організації. WBA та IBF позбавляти його титулів не стали.

### 1993-05-22Ріддік Боуї—Джессі Фергюссон
- Місце проведення: АрЕфКей Стадіум, Вашингтон, Округ Колумбія, США
- Результат: Перемога Боу нокаутом у 2-му раунді у 12-раундовому бою
- Статус: Чемпіонський бій за титул WBA у важкій вазі (2-й захист Боу)
- Рефері: Ларрі Хаззард
- Рахунок суддів: Жан Вільямс (10—8), Патрісія Морс Джерман (10—8), Шейла Хармон (10—8) — все на користь Боуї
- Час: 0:17
- Вага: Боуї 110,70 кг; Фергюсон 101,60 кг
- Трансляція: HBO

У травні 1993 року Боуї вийшов на ринг проти Джессі Фергюссона. Наприкінці 1-го раунду Боуї лівим хуком у щелепу послав супротивника в нокдаун. Фергюсон встав на рахунок 9, але його хитало. До кінця раунду залишалася одна секунда. Рефері дозволив Фергюссонові продовжити бій. На початку 2-го раунду Боуї накинувся на супротивника і серією ударів у голову відправив того на канвас. Рефері почав відлік, але Фергюсон навіть не намагався підвестися. Рефері зупинив бій.

### 1993-11-06Ріддік Боуї—Евандер Холіфілд (2-й бій)
- Місце проведення: Сізарс-Пелас, Лас-Вегас, Невада, США
- Результат: Перемога Холіфілда рішенням більшості суддів у 12-раундовому бою
- Статус: Чемпіонський бій за титул WBA у важкій вазі (3-й захист Боу), чемпіонський бій за титул IBF у важкій вазі (2-й захист Боуї)
- Рефері: Міллс Лейн
- Рахунок суддів: Джеррі Рот (113—115 Холіфілд), Патрісія Морс Джерман (114—115 Холіфілд), Чак Джіампа (114—114)
- Вага: Боуї 111,60 кг; Холіфілд 98,40 кг

У листопаді 1993 року відбувся 2-й поєдинок проти Евандера Холіфілда. Цього разу Холіфілд діяв від оборони, і це дало йому успіх. Бій був рівним. Цей двобій став примітним ще й тим, що в 7-му раунді на ринг приземлився парашутист. Через це виникла вимушена перерва, яка тривала 21 хвилину. Холіфілд, який спочатку програвав бій, віддихався, прийшов до тями і відновив сили. Після 12 раундів судді більшістю голосів присудили перемогу Холіфілду.
Після того, як Ріддік Боуї програв, його одразу ж викинули зі своїх рейтингів WBA та IBF.

### 1994-12-03Ріддік Боуї—Ларрі Дональд
- Місце проведення: Сізарс-Пелас, Лас-Вегас, Невада, США
- Результат: Перемога Боу одноголосним рішенням у 12-раундовому бою
- Статус: Рейтинговий бій
- Рефері: Міллс Лейн
- Рахунок суддів: Арт Лурі (118—109), Білл Грем (118—110), Делбі Ширлі (120—108) — все на користь Боуї
- Вага: Боуї 109,32 кг; Дональд 103,42 кг
- Трансляція: HBO
- Рахунок неофіційного судді: Гарольд Ледерман (117—111 Боуї)

У грудні 1994 року Ріддік Боуї вийшов на ринг проти Ларрі Дональда. Дональд весь бій провів, боксуючи з дальньої дистанції і багато рухаючись рингом, змушуючи противника ганятися за собою. Боуї успішно розривав дистанцію та проводив точні серії ударів. До 12-го раунду над лівим оком Дональда з'явилася гематома. Наприкінці 12-го раунду Боуї обрушив на супротивника град ударів, але Дональд зміг достояти до гонгу.

### 1995-11-04Ріддік Боуї —Евандер Холіфілд (3-й бій)
- Місце проведення: Сізарс-Пелас, Лас-Вегас, Невада, США
- Результат: Перемога Боуї технічним нокаутом у 8-му раунді у 12-раундовому бою
- Статус: Рейтинговий бій
- Рефері: Джо Кортез
- Рахунок суддів: Білл Грахам (65—66), Чак Джіампа (65-66), Джеррі Рот (65—66) — все на користь Холіфілда
- Вага: Боуї 108,90 кг; Холіфілд 96,60 кг

У листопаді 1995 року відбувся третій бій Ріддіка Боуї проти Евандера Холіфілда. Цей бій був схожий на перший. Холіфілд знову пішов у відкриту рубку. У 6-му раунді він надіслав Боуї у перший в кар'єрі Боуї нокдаун, проте добити його не зумів. У 8-му раунді Боуї спіймав Холіфілда, який різко пішов уперед, зустрічним ударом, внаслідок чого Холіфілд опинився в нокдауні, вставши на рахунок 9. Відразу ж за цим пішла атака Боуї, яка знову відправила Холіфілда на канати. Рефері зупинив бій, зарахувавши технічний нокаут. Це була перша поразка Холіфілда нокаутом.

## Бої з Голотою

### 1996-07-11Ріддік Боуї—Ендрю (Анджей) Голота
- Місце проведення: Медісон Сквер Гарден, Нью-Йорк Сіті, Нью-Йорк, США
- Результат: Перемога Боуї дискваліфікацією у 7-му раунді у 12-раундовому бою
- Статус: Рейтинговий бій
- Рефері: Уейн Келлі
- Рахунок суддів: Стів Вейсфелд (65—67), Луїс Рівера (65—67), Джордж Колон (66—67) — все на користь Голоти
- Час: 2:30
- Вага: Боуї 114,30 кг; Голота 110,20 кг
- Трансляція: HBO
- Рахунок неофіційного судді: Гарольд Ледерман (56—56)

У липні 1996 року відбувся бій між Ріддіком Боуї та непереможеним польським боксером Ендрю (Анджеєм) Голотою. Лідером у цьому бою був Боуї (ставки на нього приймалися з розрахунку 12 до 1). Перед боєм Боуї оголосив себе «народним чемпіоном», а також сказав, що після бою з Голотою зустрінеться з Ленноксом Льюїсом, а потім планує провести супербій із Майком Тайсоном. Боуї у цьому бою важив на 5,4 кг більше, ніж у попередньому бою. Така вага Боуї пояснювалася тим, що він не надто довго тренувався перед боєм з Голотою. Несподівано для всіх Голота домінував у бою, проте постійно порушував правила. Наприкінці 3-го раунду Голота вдарив у пах. Боуї залишився стояти. Рефері попередив поляка, що наступного разу зніме за це порушення очко. Наприкінці 4-го раунду Голота знову вдарив у пах. На цей раз Боуї впав. Рефері зняв з поляка очко та дав американцеві 5 хвилин на відновлення. Боуї відпочивав трохи більше хвилини. Наприкінці 6-го раунду Голота в 3-й раз вдарив нижче за пояс, хоча цього разу не в пах. Боуї скорчився від болю. Рефері знову зняв очко з нього та дав час на відпочинок американцеві. Боуї знову відновлювався понад хвилину. У середині 7-го раунду Голота провів ще один удар нижче за пояс. Рефері зняв з нього очко. Боуї відразу ж почав атакувати і провів два удари по потилиці. Рефері усно попередив його. Ближче до кінця раунду поляк почав бомбити Боуї. За 30 секунд до кінця він провів серію ударів у голову, а потім лівий аперкот у пах. Боуї впав на канвас. Рефері Вейн Келлі зупинив бій та дискваліфікував поляка. На ринг одразу ж вибігли люди з обох кутів, а потім і просто глядачі, і почалася сутичка. Члени служби безпеки Боуї вийшли на ринг і наблизилися до Голоти, який стояв спиною, коли повертався до свого кута. Один із них штовхнув Голоту, через що Голота вдарив його у відповідь. Інша людина, як згодом з'ясувалося, Джейсон Гарріс, почав бити Голоту рацією, через що Голоті наклали 11 швів. 74-річний Лу Дува також був поранений у ближньому бою, впав на полотно через біль у грудях і в кінцевому рахунку залишив ринг на ношах. Зрештою фанати Голоти пішли у бійку з оточенням Боуї всередині рингу, а також за його межами. В результаті було заарештовано 10 людей, 8 поліцейських отримали поранення та 9 глядачів було госпіталізовано. Бій набув статусу «подія року» за версією журналу «Ринг». Незважаючи на поразку, авторитет Голоти суттєво зріс, а Боуї впав, оскільки Голота виграв усі раунди, крім одного на показнику одного судді та всі, крім двох на показниках двох інших.

### 1996-12-14Ріддік Боуї—Ендрю (Анджей) Голота (2-й бій)
- Місце проведення: Конвеншн Центр, Атлантік Сіті, Нью-Джерсі, США
- Результат: Перемога Боуї дискваліфікацією у 9-му раунді у 12-раундовому бою
- Статус: Рейтинговий бій
- Рефері: Едді Коттон
- Рахунок суддів: Стів Вейсфелд (717—5), Шаріф Рашада (73—75), Ел Де Віто (72—74) — все на користь Голоти
- Час: 2:52
- Вага: Боуї 106,60 кг; Голота 108,40 кг
- Трансляція: HBO TVKO
- Рахунок неофіційного судді: Гарольд Ледерман (72—75 Голота)

У грудні 1996 року відбувся реванш між Ріддіком Боуї та Ендрю (Анджеєм) Голотою. Попередній бій викликав величезний ажіотаж та інтерес у матчі-реванші. Боуї в інтерв'ю заявив, що недооцінив Голоту і слабо підготувався до попереднього бою, але тепер він змінив свої звички та підготувався до бою. Перед боєм табір Боуї залишив тренер Едді Фатч. Незважаючи на це, Боуї у цьому бою важив на 7,7 кг менше, ніж у попередньому бою. Але Голота знову вигравав бій. У середині 2-го раунду поляк пробив правий крос у верхню частину голови. Боуї хитнувся і впав навколішки. Він піднявся на рахунок 4. Після поновлення бою Голота затиснув супротивника біля канатів і почав добивати. Боуї відповів контрударами. Наприкінці 2-го раунду Голота вдарив головою у щелепу Боуї. Рефері припинив бій і зняв з поляка очко. Сам поляк отримав розтин у цьому епізоді. На початку 4-го раунду Боуї провів правий хук у голову. Голота відступив. Боуї відразу викинув ще кілька правих хуків, потім кілька лівих. Поляк упав на канвас. Це був його перший нокдаун у кар'єрі. Він встав на рахунок 5. Боуї не зміг добити противника, оскільки Голота перевів поєдинок у метушню на ближній дистанції. У середині 4-го раунду Голота провів два удари — лівий і правий апперкот — нижче пояса. Рефері його усно попередив. Наприкінці 4-го раунду Голота повторив удари нижче за пояс. Боуї впав на канвас. На цей раз рефері зняв очко у поляка. У середині 5-го раунду Голота провів правий хук в голову, потім два короткі ліві хуки в щелепу і довгий правий в голову. Потім він провів серію в живіт і ще серію коротких гаків у щелепу. Знесилений Боуї впав на канвас. Він піднявся на рахунок 7. Після відновлення бою Голота притис його до канатів і почав добивати. Боуї зміг достояти до гонгу. Наприкінці 9-го раунду Голота провів багатоударну серію в пах — правий аперкот, лівий, потім знову правий. «Низькі удари! „ (англ. Low blows!) — Прокричав коментатор HBO Джим Лемплі. Боуї впав на підлогу. Рефері зупинив бій та дискваліфікував Голоту. Боуї лежав на підлозі кілька хвилин.
У післяматчевому інтерв'ю Боуї на запитання, чи не хоче провести третій бій з Голотою, відповів: “ Моя мама народила мене не ідіотом» .
Після цього бою Боуї вісім років не виходив на ринг.

## Повернення на ринг
2004 року він повернувся на ринг.

### 2005-04-07Ріддік Боуї—Біллі Замбран
- Місце проведення: Печанга Ресорт енд Касіно, Темек'юла, Каліфорнія, США
- Результат: Перемога Боу роздільним рішенням у 10-раундовому бою
- Статус: Рейтинговий бій
- Рефері: Пет Рассел
- Рахунок суддів: Лу Філіппо (96—92 Боуї), Девід Денкін (96—92 Боуї), Рей Корона (93—95 Замбран)
- Вага: Боуї 127,00 кг; Замбрана 103,40 кг
- Трансляція: Fox Sports Net[en]
- Рахунок неофіційного судді: Річ Маротта (86—82 Боуї) — оцінки після 9-го раунду

У квітні 2005 року Боуї зустрівся з Біллі Замбраном. Боуї вийшов на ринг із очевидною зайвою вагою. Наприкінці 4-го раунду Боуї провів лівий хук у печінку, і його супротивник опустився на коліно. Замбран піднявся на рахунок 5. Боуї не зміг добити суперника. У 8-му раунді Замбран почав бігати від Боуї та клінчувати. У середині раунду рефері зняв із нього очко за клінчі. За підсумками 10 раундів роздільним рішенням суддів перемогу присудили Ріддіку Боуї. Зал зустрів рішення невдоволеним гулом.

## Цікаві факти
- Ріддік Боуї здобував освіту в середній школі Томаса Джефферсона, де кількома роками раніше навчався Майк Тайсон. Влітку 1982 року Ріддік прийшов до секції боксу «Stuyvesant Boxing Club».
- Ріддік Боуї в аматорах був спаринг партнером Тайрелла Біггса та Евандера Холіфілда.
- Ріддік Боуї входить до клубу боксерів-важковаговиків — чемпіонів світу, які перемагали всіх своїх суперників на професійному рингу. До цього клубу, крім Ріддіка, входять Джин Танні (чемпіон світу у 1926—1928, 65 перемог, 1 поразка та 1 нічия), Роккі Марчіано (чемпіон світу у 1952—1956 рр., 49 матчів на рингу, 49 перемог) та Леннокс Льюїс (чемпіон світу в 1993—1994, 1997—2001 і 2001—2003; 44 бої, 41 перемога, 2 поразки, 1 нічия). Членство Боуї виглядає дещо сумнівним і формальним, оскільки він фактично програв 2 боя Анджею Голоті, якого в них дискваліфікували за неодноразові удари нижче пояса, хоча Голота впевнено вигравав ці бої, а також фактично програв Тоні Таббсу, який впевнено перегравав його під час бою. Також Боуї без серйозного пояснення причин відмовився провести обов'язковий захист проти Леннокса Льюїса і має 1 бій з Бастером Матісом-молодшим, якого він вдарив, коли той став на коліно. Формально Ріддік Боуї на професійному рингу зазнав всього 1 поразки — від Евандера Холіфілда. Однак Боуї ще двічі зустрічався з Холіфілдом (до цього і після цього), в обох поєдинках зумівши його перемогти.
- 14 червня 2013 року в Паттайї 45-річний Ріддік Боуї невдало дебютував у тайському боксі, програвши технічним нокаутом у другому раунді Євгену Головіну. Боуї, що важив близько 135 кг, був повільним, чим скористався його суперник, методично завдаючи ударів по ногах американця, і після п'ятого за рахунком падіння Боуї рефері зупинив поєдинок.